# Sitona hispidulus
Sitona hispidulus es una especie de escarabajo del género Sitona, familia Curculionidae. Fue descrita científicamente por Fabricius en 1777.
Se distribuye por el Paleártico. Habita en Reino Unido, Suecia, Canadá, Polonia, Alemania, Francia, Países Bajos, Noruega, Finlandia, Estonia, Austria, Eslovaquia, Japón, Rusia, Dinamarca, Luxemburgo, Serbia, Bélgica, Italia, Corea, Turquía, República Checa, Croacia, Ucrania, España, Hungría, Eslovenia, Bielorrusia, Suiza, Israel, Mongolia, Omán, Portugal, Andorra, Liechtenstein, Bulgaria, Grecia, Lituania y Rumania. Introducida en el Nuevo Mundo, Estados Unidos y México.
Mide 3,2-4 milímetros de longitud. Habita en zonas donde abunda el pasto, también se encuentra en campos y prados. Se alimenta de alfalfas, tréboles y leguminosas forrajeras y mantiene actividad en la primavera y el otoño. En el ciclo de vida, los huevos son puestos en el suelo, generalmente en la primavera, después las larvas eclosionan y se alimentan. La pupa ocurre a finales del verano; los adultos pasan mayor parte del tiempo en la hojarasca o el suelo.

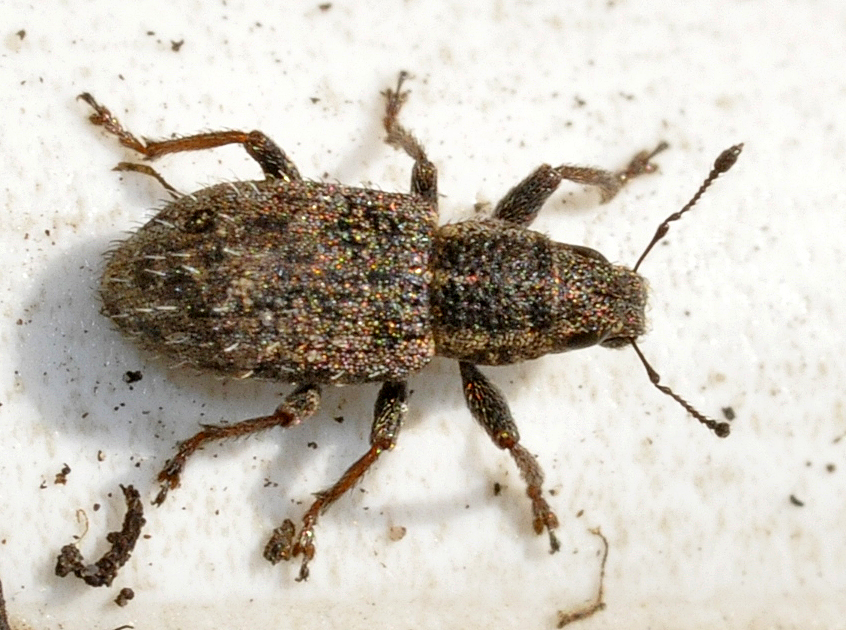
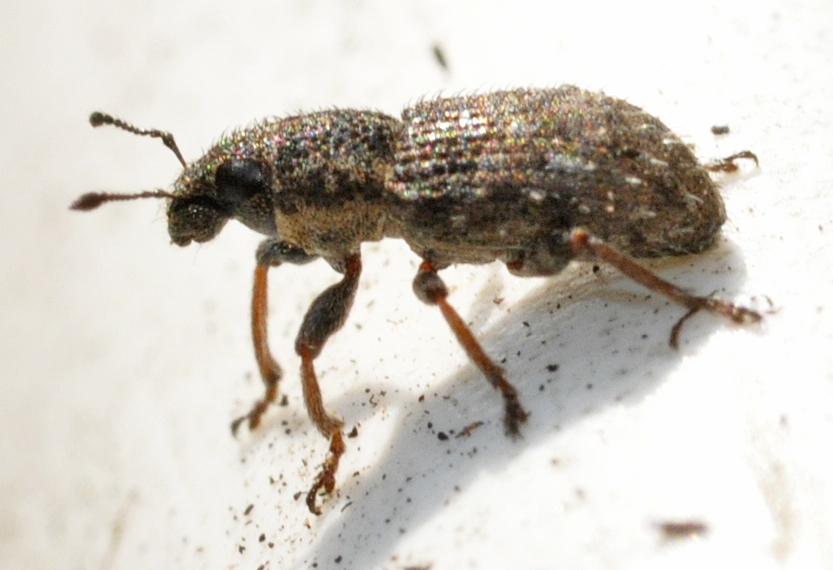
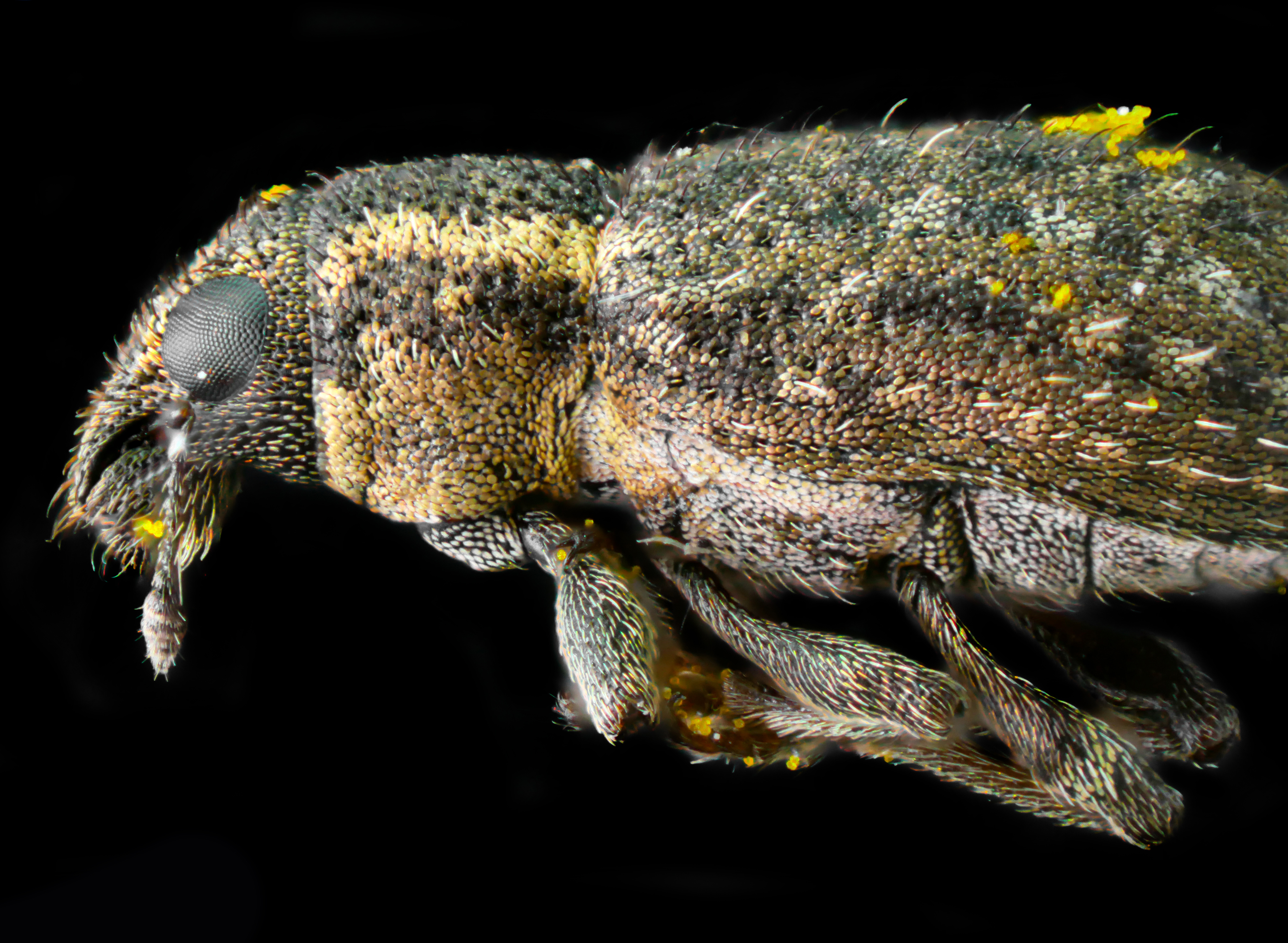
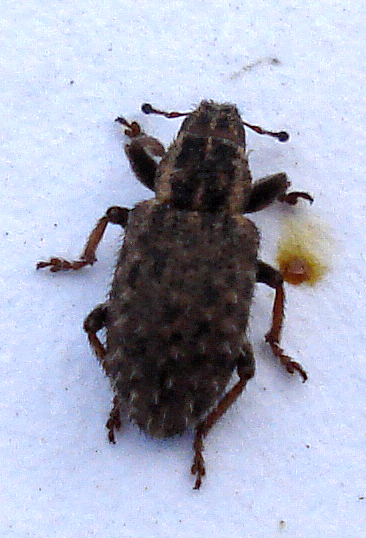